# 負子蟾
負子蟾（学名：Pipa pipa），又名蘇利負子蟾、蘇利南蟾蜍、蘇利南爪蟾，为負子蟾科負子蟾屬下的一个种。
个体粗壮，体长约10厘米，无舌，脚趾有蹼，常年生活在水中。

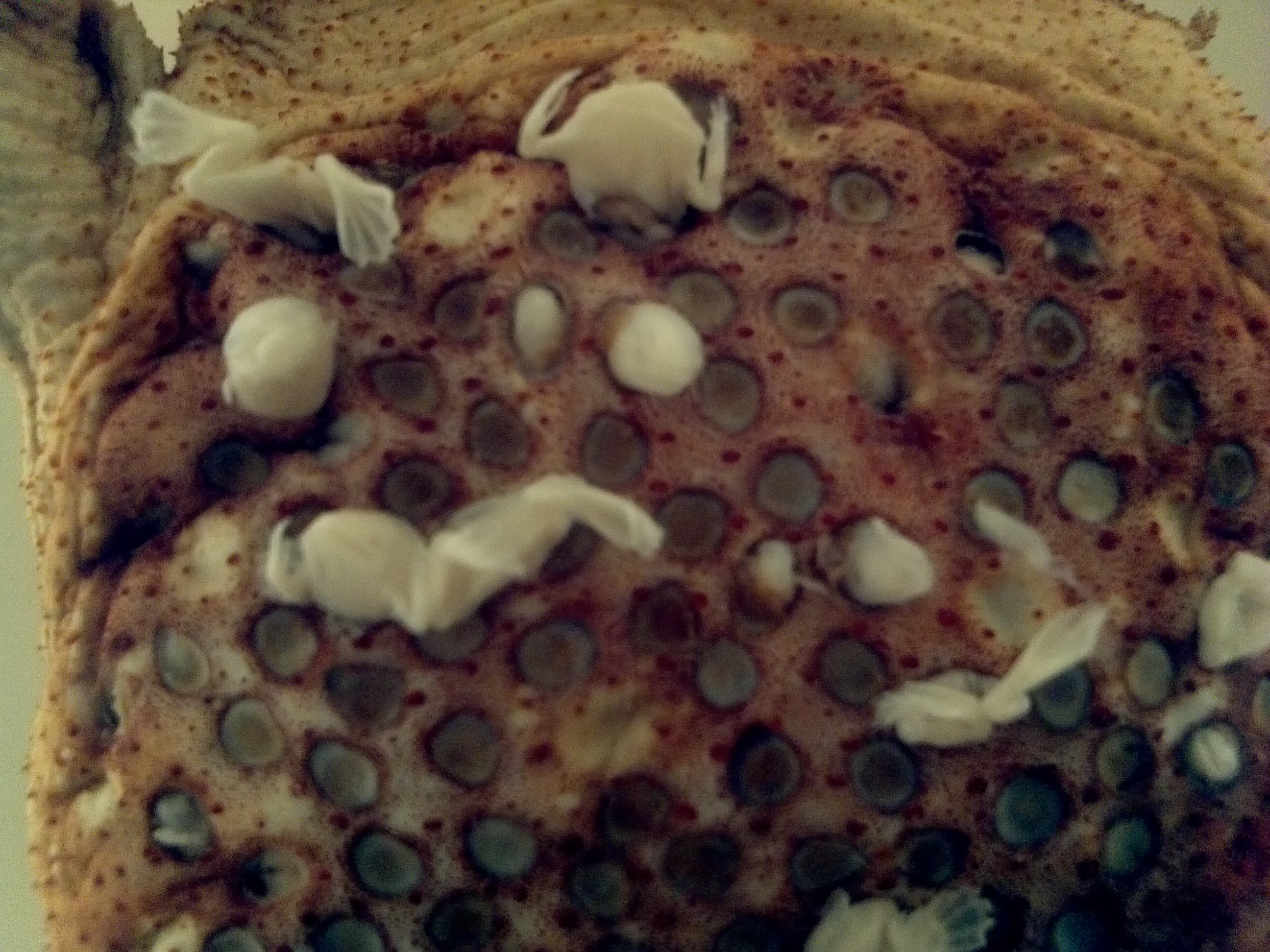
从负子蟾背部孵化出来的小蟾蜍

产卵前，雌蟾背部的皮肤软得像海绵。其卵在母体的背上小窝里生长，而母体背上的皮肤会围绕在卵的周围，为卵提供一个“家”。卵直接发育成小蟾蜍，然后从母体背上“喷射”出来，离开母体。而母体随后会蜕掉千疮百孔的皮肤，并独自生活。